# Pour le piano

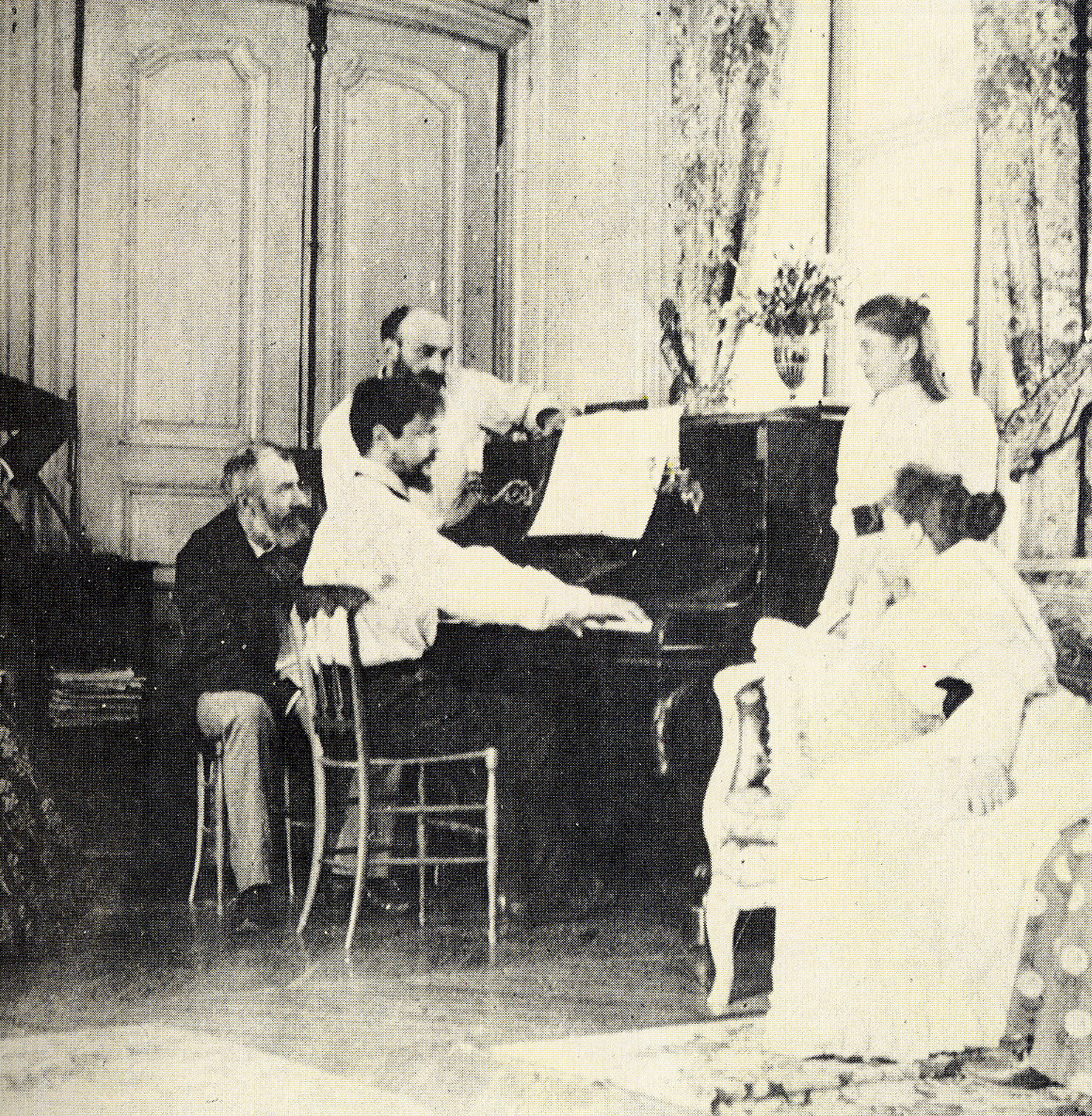
Claude Debussy sentado al piano. 1893.

Pour le piano ("Para el piano") L. 95, es una suite para piano compuesta por Debussy entre 1894 y 1901. 
Debussy dedicó cada uno de los 3 movimientos de esta pieza impresionista a una persona diferente. Así pues, dedicó el primero, un preludio virtuosista a una alumna suya, la señorita Worms de Romilly, la zarabanda a la señora Yvonne Lerolle y la virtuosística tocata final a otro de sus alumnos, Nicolas Coronio.[cita requerida]
Esta obra fue ejecutada por primera vez el 11 de enero de 1902 por Ricardo Viñes en el Salle Érard. Maurice Ravel orquestró el segundo movimiento.
Considerada como la primera composición de piano madura de Debussy, la suite ha sido grabada frecuentemente. Bärenreiter publicó una edición fundamental en 2019 en ocasión del centenario de la muerte de Debussy.

## Historia
Claude Debussy compuso las 3 piezas que conforman la suite en diferentes momentos. El segundo movimiento, una zarabanda, data del invierno de 1894 cuando pertenecía a la serie de Images oubliées dedicada a Yvone Lerolle, la hija de Henry Lerolle.
Debussy compuso poca música de piano durante la década de 1890 y se centró en la ópera y la música de orquesta. Debussy completó esta suite en 1901 con una revisión de la Zarabanda. Tanto esta versión revisada de la Zarabanda, como el tercer movimiento, Tocatta, a Yvonne Lerolle, ahora Mme E. Rouart. La suite fue publicada en 1901 por Eugène Fromont. Fue ejecutada por primera vez el 11 de enero de 1902 en el Salle Érard de París para la Société Nationale de Musique. El pianista fue Ricardo VIñes quien conoció la pieza por su amigo Maurice Ravel.
Pour le piano es marcado como un punto crucial en el desarrollo creativo de Debussy quien terminará logrando una prolífica producción de música para piano.
En ocasión del centenario de la muerte de Debussy, Bärenreiter publicó en el 2018 una edición fundamental de alguna de su música para piano incluyendo Pour le piano.
El editor remarcó que las partes "improvisadas y fugitivas" de las composiciones de Debussy estaban "gobernadas por un diseño formal precisamente calibrado" que deja "poco espacio para el azar".

## Estructura y música
Se considera que Pour le piano es la primera composición madura de Debussy para piano.  La suite consiste de tres movimientos:
1. Preludio
2. Zarabanda
3. Tocata

El primer movimiento denominado Preludio, posee la anotación "Assez animé et très rythmé" (con espíritu y con ritmo). Se lo dedicó a una alumna suya, la señorita Mlle Worms de Romilly, quién señaló que el movimiento "evoca los gongs y música de Java". La pianista Angela Hewitt menciona que el Preludio comienza con un tema en los bajos, a lo que le sigue un largo pasaje con  notas de pedal. El tema se repite en cuerdas marcadas fortissimo, junto con pasos de glissando que Debussy conectó con "d’Artagnan extrayendo su espada". En la sección media, la mano izquierda sostiene un punto de pedal en La bemol mayor, al cual la mano derecha le agrega color. La conclusión se indica como "Tempo di cadenza", nuevamente con figuras glissando.
Sarabande posee una nota que indica "Avec une élégance grave et lente" (Con una lenta y solemne elegancia). Debussy expresó que debe ser "como un antiguo retrato en el Louvre". Émile Vuillermoz describió la ejecución de Debussy del movimiento "con la simplicidad fácil de un buen bailarín del siglo dieciséis". Hewitt lo describe "antiguo y moderno a la vez". El movimiento ha sido considerado como "de las músicas más íntimas de teclado", con afinidad con Erik Satie tales como sus tres danzas de 1887 llamadas Sarabandes.
El último movimiento es una toccata, marcada "Vif" (Animada). Fue dedicada a Nicolas Coronio, otro estudiante de  Debussy. Se la ha descrito como "equilibrada y enérgica, extrovertida y elegante" y muestra influencias de las sonatas de Scarlatti. Hewitt señala sobre la escritura virtuosa que la velocidad por sí sola no era el objetivo de Debussy, sino más bien la claridad.
Un crítico describió la suite como "posiblemente presagiando el Debussy neoclásico que surgió en sus últimos años".